# The Ergs!
The Ergs! was een Amerikaanse punkband afkomstig uit South Amboy, New Jersey gevormd in 2000 door de drie jeugdvrienden Mikey Erg (Mike Yannich), Jeff Erg (Jeff Schroeck), en Joey Erg (Joe Keller). De band heeft nationaal en internationaal getoerd met bekende punkbands waaronder The Bouncing Souls, Lifetime, Less Than Jake, The Loved Ones, The Gaslight Anthem, Dillinger Four, None More Black, The Explosion, Municipal Waste, en Lemuria. Ook staan The Ergs! bekend om de grote hoeveelheid singles en ep's die ze hebben laten uitgeven. De band heeft echter maar drie studioalbums laten uitgeven.
Ze hebben op een aantal festivals gespeeld, waaronder Riot Fest, Insubordination Fest, en The Fest, waarvan de laatste vier jaar achter elkaar, en als hoofdact in 2008. De band speelde zijn "laatste" show op 15 november 2008. Reünieshows volgden in 2010, 2016 en 2017.

## Leden
- Mikey Erg - drums, zang
- Jeff Erg - gitaar, zang
- Joey Erg - basgitaar

## Discografie
Studioalbums
- dorkrockcorkrod - Whoa Oh Records/Don Giovanni Records (2004)
- Jersey's Best Prancers - Don Giovanni Records (2005)
- Upstairs/Downstairs - Dirtnap Records (2007)

Verzamelalbums
- Hindsight is 20/20, My Friend - Dirtnap Records (2008)
- Hindsight is 20/20, My Friend Vol. 2: Okay, Enough Reminiscing - TBA (2012)

Demo's
- f'n - Frilly Pink Records (2000)
- Digital Endpoints - Frilly Pink Records (2000)

Singles, ep's en splitalbums
- 3 Guys, 12 Eyes - Whoa Oh Records (2001)
- The Ben Kweller - Fongul Records (2002)
- Cotton Pickin' Minute - Prison Jazz Records (2003)
- All the Hits! - Grateful Records/Salinas Records (2004)
- Jazz is Like The New Coke - Art of the Underground (2006)
- Lemuria Split - Whoa Oh Records/Art of the Underground/Yo-Yo Records (2007)
- Blue - Toxic Pop/Wallride Records (2007)
- Books About Miles Davis - Whoa Oh Records (2007)
- Grabass Charlestons Split - No Idea Records (2007)
- Teenage Bottlerocket Split - Suburban Home Records (2008)
- That's It...Bye - Don Giovanni Records (2008)
- The Measure SA Split ("A/B" version) - No Idea Records (2009)
- The Measure SA Split ("C/D" version) - No Idea Records (2009)
- Thrash Compactor - Grave Mistake Records/Firestarter Records (2010)
- Goddamn Death Dedication - Whoa Oh Records (2016)